# I cosacchi del Kuban
I cosacchi del Kuban (Кубанские казаки) è un film del 1949 diretto da Ivan Aleksandrovič Pyr'ev.